# 22322 Bodensee
22322 Bodensee este un asteroid din centura principală de asteroizi.

## Descriere
22322 Bodensee este un asteroid din centura principală de asteroizi. A fost descoperit pe 13 septembrie 1991 la Tautenburg de Freimut Börngen și Lutz Dieter Schmadel. Asteroidul prezintă o orbită caracterizată de o semiaxă mare de 2,49 ua, o excentricitate de 0,07 și o înclinație de 3,8° în raport cu ecliptica.